# Церковь святых Луки и Мартины
Церковь святых Луки и Мартины (итал. La chiesa dei Santi Luca e Martina — церковь в Риме, расположенная на окраине Римского форума, у границы с Форумом Цезаря, недалеко от арки Септимия Севера. Является частью прихода Сан-Марко-Евангелиста-аль-Кампидольо.

## История
Изначально церковь была посвящена первомученице святой Мартине, убитой в 228 году нашей эры во время правления императора Александра Севера. В 625 году папа Гонорий I заказал строительство церкви. Ему же приписывают основание близлежащей церкви Святого Адриана в резиденции Сенатской курии (бывшем здании архива древнеримского Сената: Secretarium Senatus).
Обветшалая, восстановленная и вновь освящённая Александром IV в 1256 году (о чём свидетельствует мемориальная доска, замурованная в капелле справа), церковь засвидетельствована в Каталоге «Cencio Camerario». Позднее, в 1634 году, в крипте церкви обнаружили терракотовый саркофаг с останками святой Мартины.
Папа Сикст V, занимавшийся реконструкцией Рима, которому нужно было освободить место для создания площади Санта-Мария-Маджоре, в 1585 году приказал снести церковь «Святого Луки, покровителя живописцев» (San Luca dei Pittori), или Святого Луки на Эсквилинском холме (San Luca all’Esquilino), где проходили собрания гильдии римских художников: «Собрания мастеров живописи» (Università delle Arti della Pittura), в 1577 году преобразованной в Академию Святого Луки.

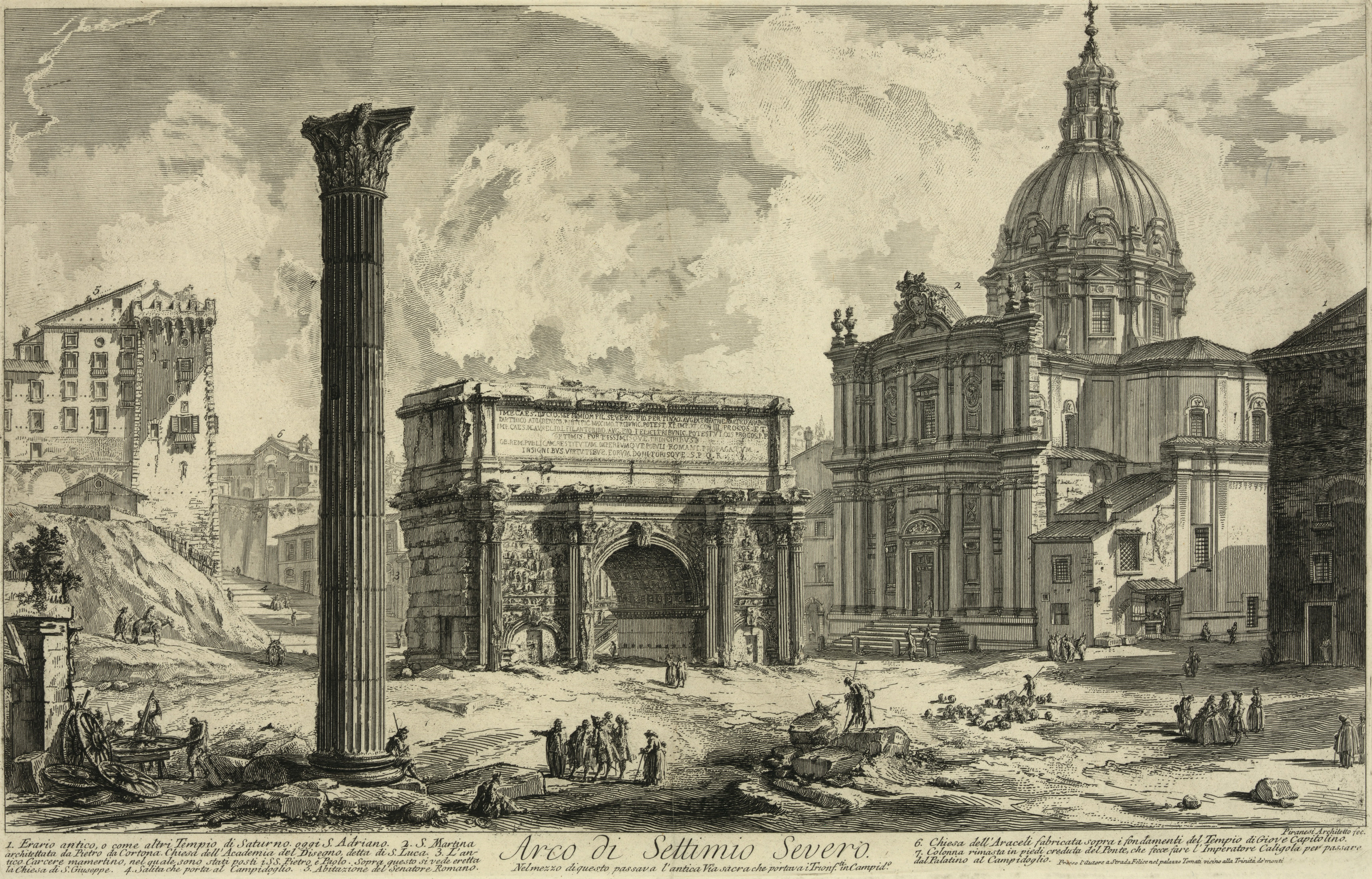
Форум и церковь на гравюре середины XVIII века

В 1588 году решением папы академии была передана церковь первомученицы Мартины, которая по такому случаю была переименована в церковь святых Луки и Мартины. Академия провела небольшие перестройки церкви, а также подготовила проекты постройки новой церкви по чертежам, приписываемым Оттавиано Маскерино (1536—1606). Постепенно академия стала приобретать собственность, прилегающую к церкви. В 1634 году президентом академии был избран Пьетро да Кортона, который также предпринял перестройку здания.
В ноябре 1634 года папа Урбан VIII посетил церковь, а папский племянник, кардинал Франческо Барберини, который был покровителем церкви с 1626 года, вложил 6000 скуди. Строительство нового здания началось в 1635 году по планам Кортоны и в основном было завершено к 1650 году, но оно прерывалось, в частности, длительным визитом Кортоны во Флоренцию в 1639—1647 годах и бегством Франческо Барберини от папы Иннокентия X в Париж в 1645—1648 годах. На момент смерти Кортоны в 1669 году некоторые части, такие как внутреннее убранство купола, ещё не были завершены.
Кортона, считавший эту церковь своим любимым детищем, построил на свои средства подземную капеллу (succorpo), снабдил её драгоценной утварью и намеревался продолжать приносить ей пользу и после смерти, оставив по завещанию своё наследство (6 750 скуди) на службу церкви. В Академии составили памятную надпись, высеченную в мраморе, увенчанную бюстом художника, которую можно прочитать до настоящего времени.

## Архитектура и устройство церкви

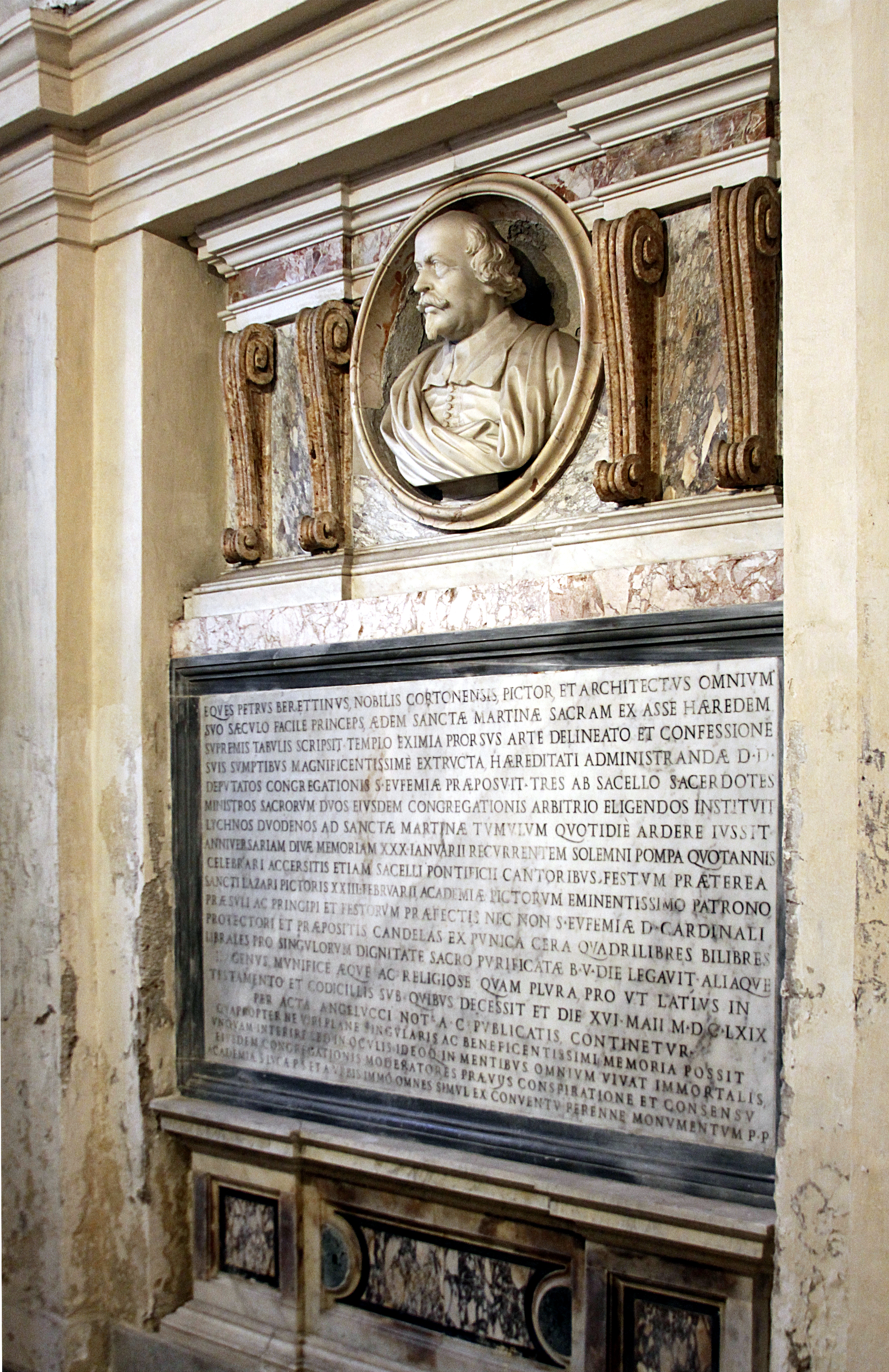
Гробница Пьетро да Кортоны в крипте церкви

Церковь устроена в двух ярусах. Верхний храм распланирован в форме «греческого креста» с почти равными «рукавами», средокрестие увенчано большим «римским куполом». Важнейшим элементом внешнего оформления является фасад, поскольку здесь впервые в Риме в качестве основного мотива выбран лёгкий выпуклый изгиб. Фасад имеет два яруса, с удвоенными пилястрами по сторонам: ионического ордера внизу и коринфского ордера на верхнем этаже. Фронтон увенчан большим гербом с папскими знаками отличия: тиарой и скрещёнными ключами.
Барабан купола сделан восьмигранным. Соответствующим восьми окнам приданы треугольные фронтоны. Только в оформлении барабана с куполом архитектор совместил множество разнородных элементов: раскрепованный антаблемент, лопатки, раковины, картуши, малые фронтоны, волюты, делая всю композицию по-барочному насыщенной. В ней свободно сочетаются и античность, и Ренессанс, и барокко.
Внутри доминирует белый цвет: неожиданное решение для церкви, посвящённой святому покровителю живописцев. Внутреннее оформление купола приписывается Чиро Ферри, ученику и сотруднику Кортоны. Две лестницы из верхней церкви ведут вниз в нижнюю церковь, которая имеет коридор, соединяющийся с восьмиугольной капеллой прямо под куполом верхней церкви и капеллой Святой Мартины под главным алтарем. В отличие от верхней нижняя церковь богато украшена разноцветным мрамором и позолоченной бронзой.
В верхней церкви главный алтарный образ, изображающий Мадонну, является копией оригинала, приписываемого Рафаэлю, который ныне находится в коллекции произведений искусства Академии. Ниже установлена беломраморная статуя святой Мартины работы Николо Менгини (Niccolò Menghini, 1635). В левом трансепте — «Вознесение Мадонны» и «Святой Себастьян» работы Себастьяно Конка, а в правом трансепте — «Мученичество Святого Лазаря» работы Ладзаро Бальди, который здесь же и похоронен. У главного входа в верхнюю церковь имеется каменная плита, отмечающая место захоронения Пьетро да Кортоны, а в нижней церкви находится настенный мемориал с бюстом художника работы Бернардо Фиоити.
В нижней церкви находятся многие произведения искусства, в том числе бронзовый алтарь, также сделанный Кортоной, в котором хранятся урны святых мучеников Мартины, Епифания и Конкордия. Рельеф создан Козимо Фанчелли, терракотовая скульптурная группа — Алессандро Альгарди. Сохранились также две древние колонны.

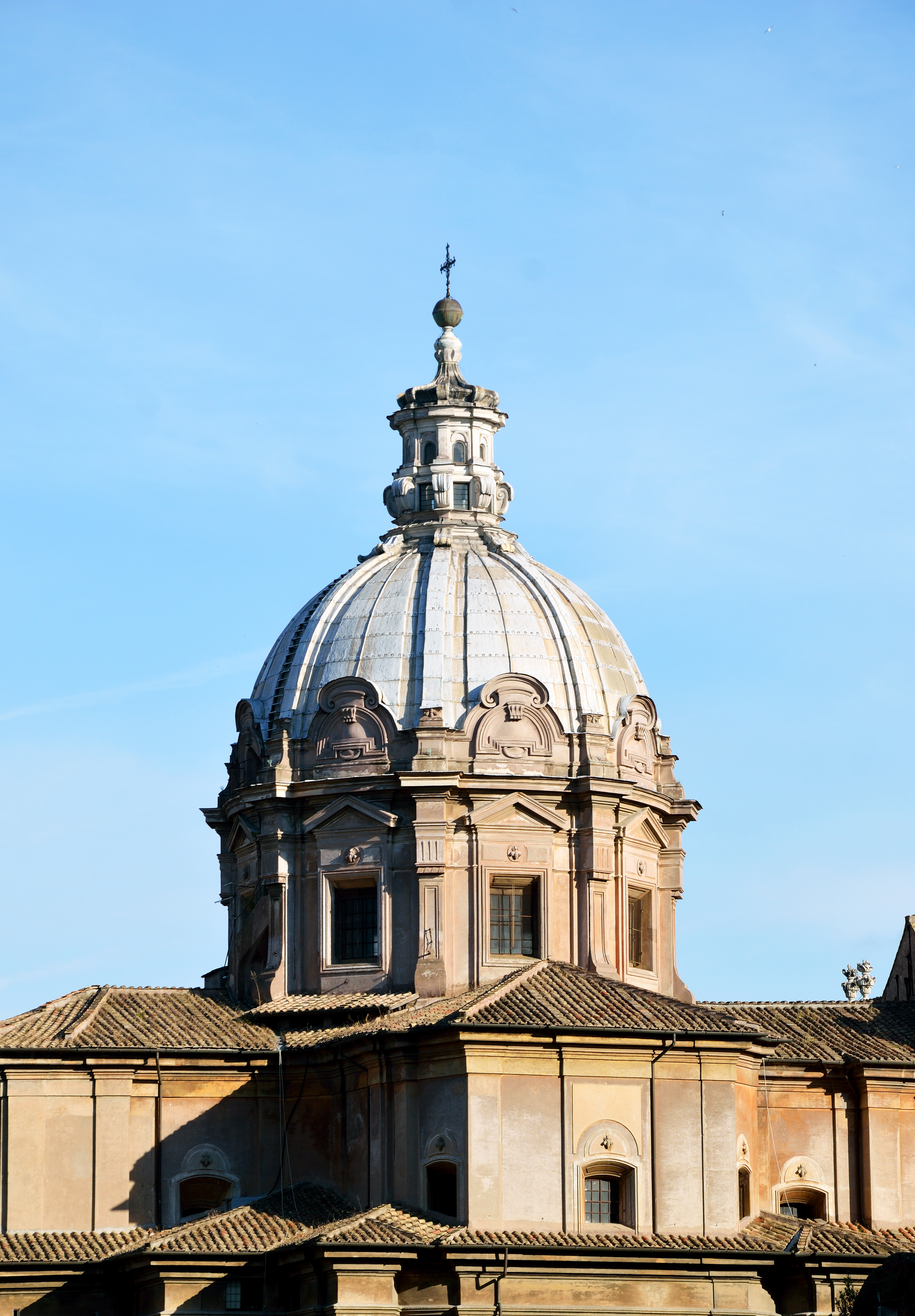
Купол
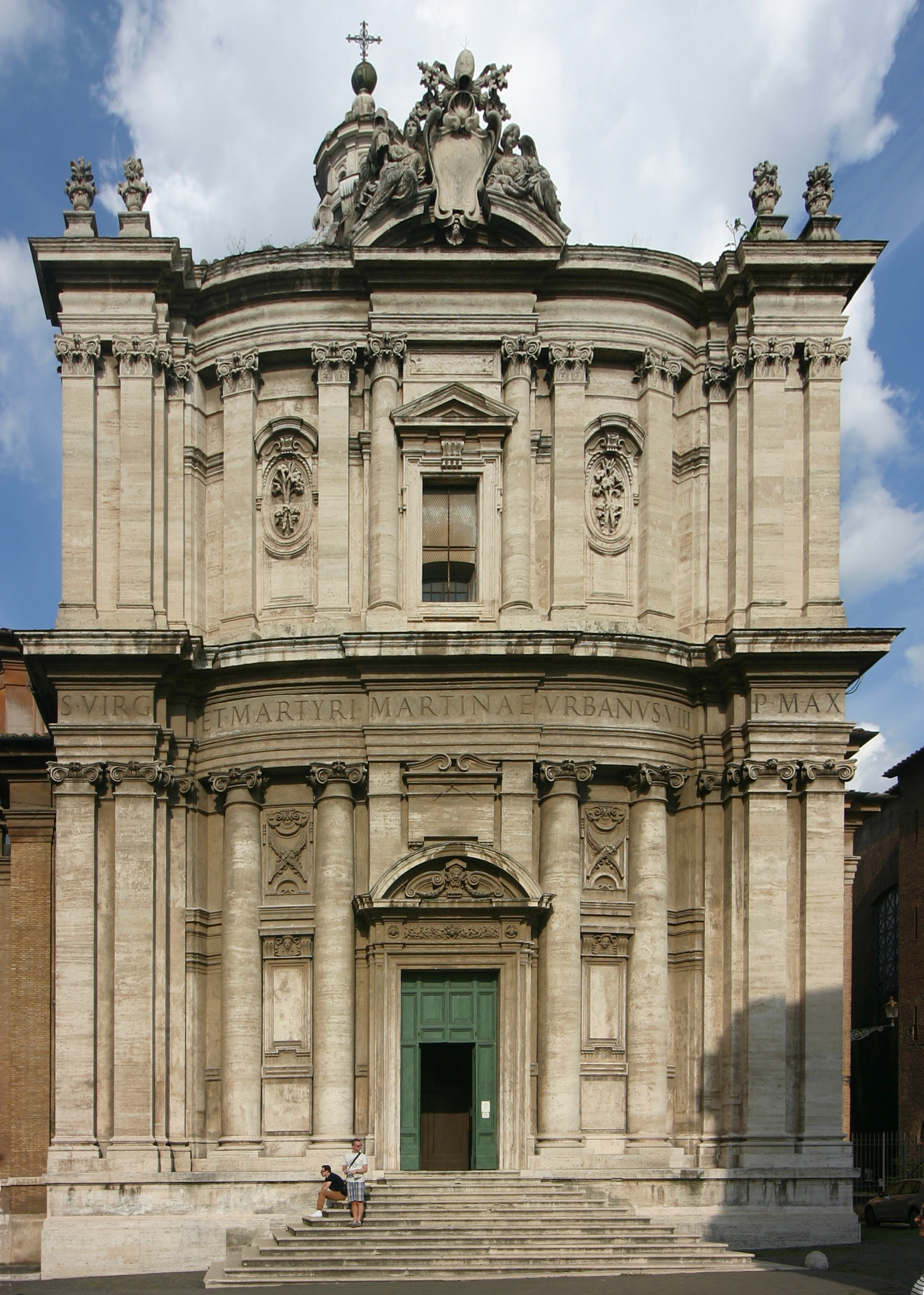
Фасад церкви
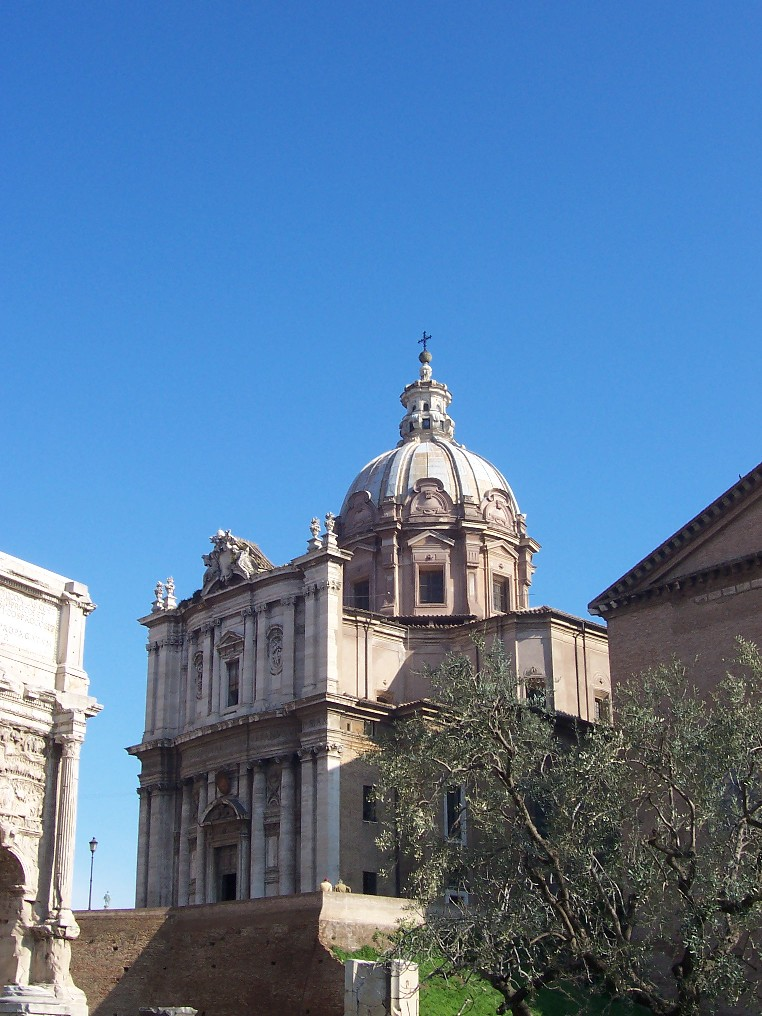
Вид церкви с Римского форума
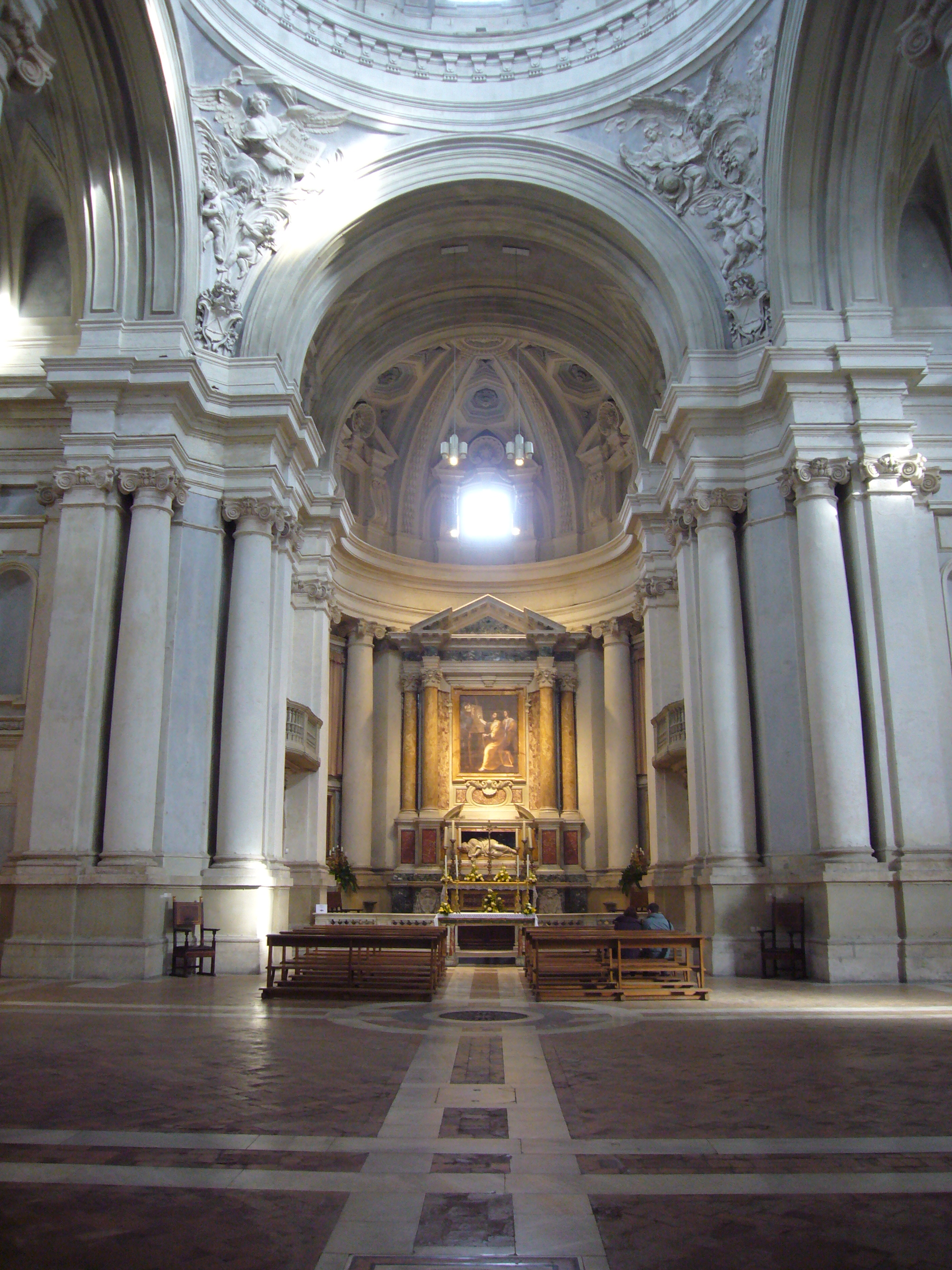
Интерьер
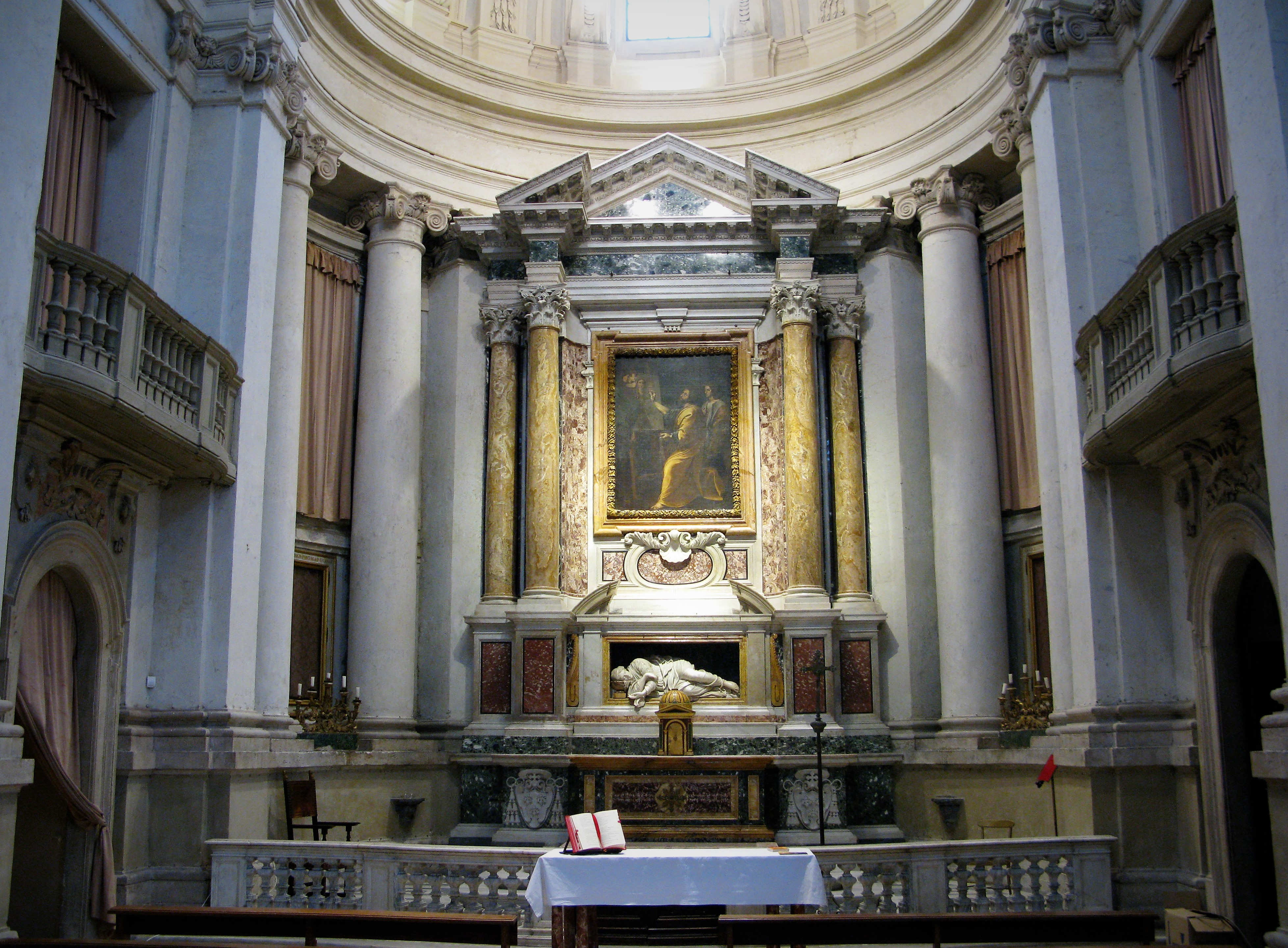
Апсида
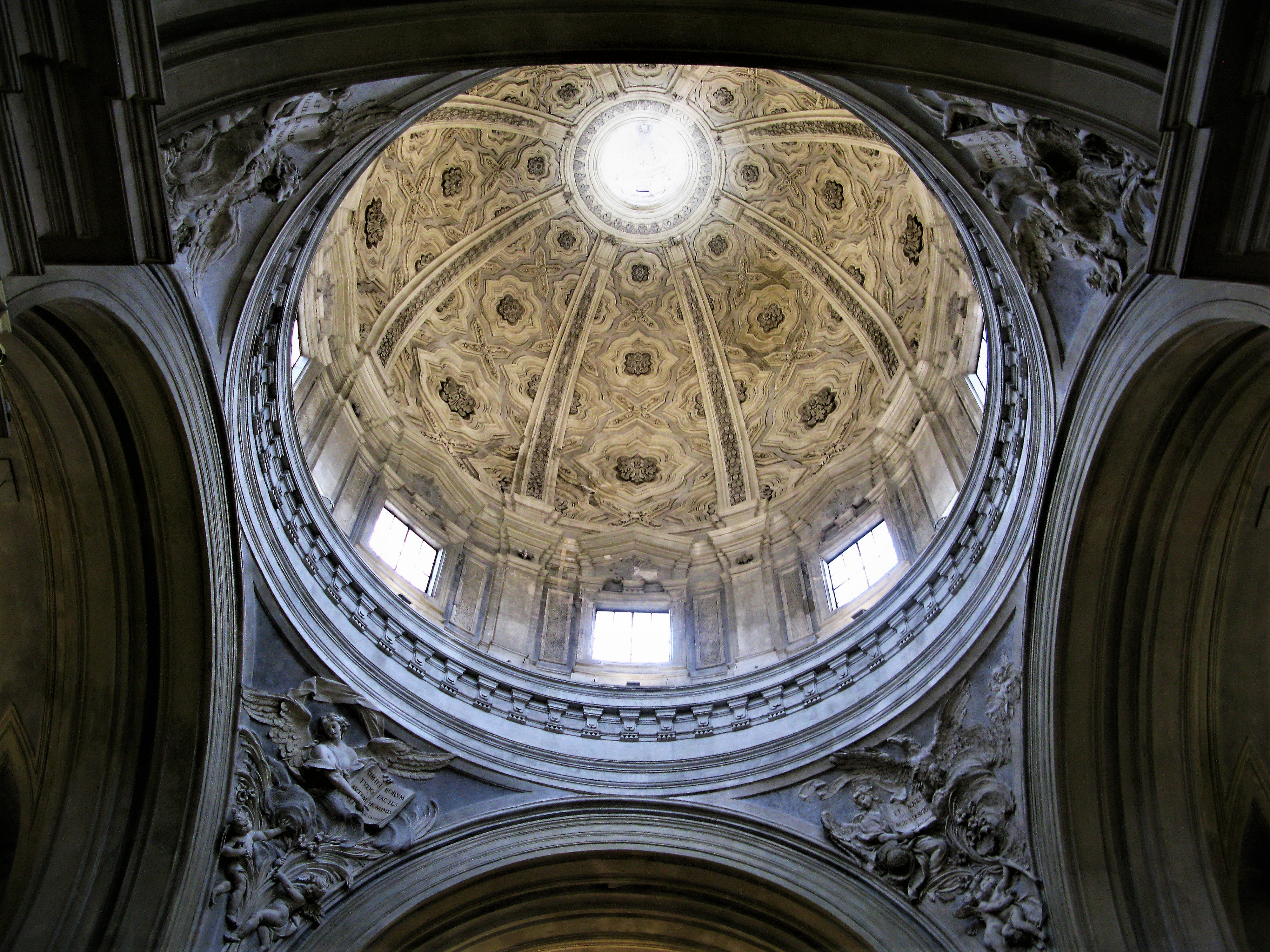
Купол изнутри
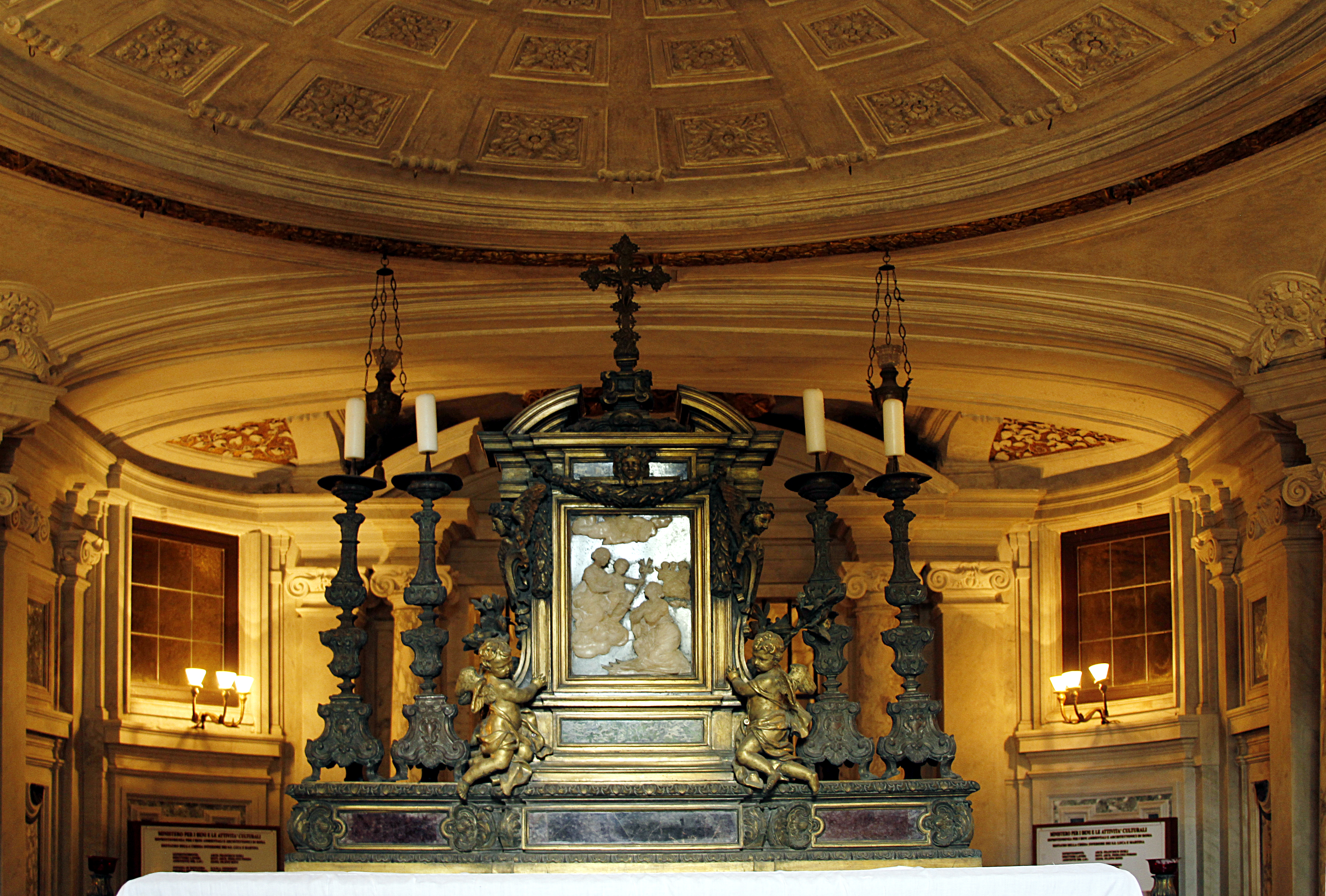
Крипта